# Cantó de Saint-Germain-en-Laye
El cantó de Saint-Germain-en-Laye és un cantó francès del departament d'Yvelines, situat al districte de Saint-Germain-en-Laye. Creat amb la reorganització cantonal del 2015.

## Municipis
1. Aigremont
2. Chambourcy
3. L'Étang-la-Ville
4. Fourqueux
5. Mareil-Marly
6. Le Pecq
7. Saint-Germain-en-Laye